# Generallandschulreglement
Das preußische Generallandschulreglement vom 12. August 1763 wurde unter Friedrich dem Großen verabschiedet und bildete die Grundlage für die Entwicklung des preußischen Volksschulwesens.

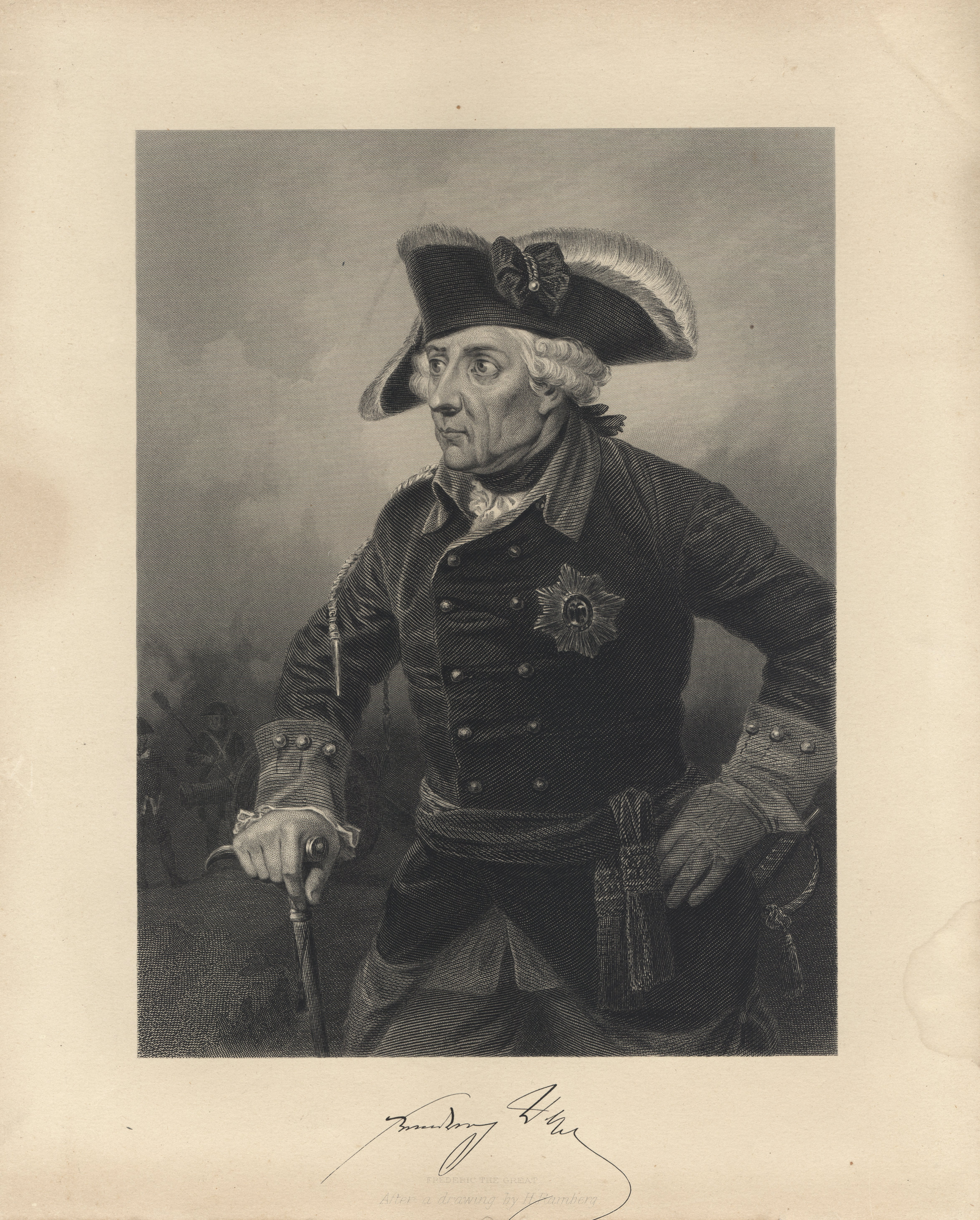
Friedrich II. von Preußen (der Große)

Nach dem Ausbau vor allem des städtischen Schulwesens in Deutschland seit der Reformation trat die Entwicklung auch wegen der Verwüstungen des Dreißigjährigen Krieges bis in das 18. Jahrhundert hinein auf der Stelle. Die Pflicht zum Schulbesuch wurde versuchsweise in verschiedenen Regionen eingeführt: in Sachsen-Gotha 1642, in Württemberg 1649, auch in Brandenburg 1662 für Kleve-Mark. Doch Bildung gehörte nicht zu den Prioritäten, und es fehlte an Geld, um Schulbauten und Lehrer zu bezahlen. Daran scheiterte trotz vieler Schulerrichtungen auch das Schuledikt vom 28. September 1717 Königs Friedrich Wilhelms I., der mit den Principia regulativa vom 30. Juli 1736 noch nachzubessern versuchte. Erste Lehrerseminare und kirchliche Initiativen, die Johann Friedrich Hähn durchführte, bereiteten den Boden für das Generallandschulreglement, das überwiegend der reformorientierte Theologe und Pädagoge Johann Julius Hecker erarbeitete. Hecker stand in der Tradition des Halleschen Pietismus. Nachdem Hecker in den 1730er Jahren als Prediger und Schulinspektor des Potsdamer Militärwaisenhauses das Vertrauen von Friedrich Wilhelm I. gewonnen hatte, fand er nach seinen Gründungen der ersten praxisorientierten Realschule im Jahr 1748 und des ersten preußischen Lehrerseminars im Jahr 1749 großes Gehör und Unterstützung auch bei Friedrich dem Großen.
Entgegen vielen Darstellungen beinhaltete das Reglement noch nicht die konsequente Schulpflicht, war aber mit der Aufforderung zum Schulbesuch eine der letzten Vorstufen zur Pflicht. Die Lehrergehälter blieben bei allen Fortschritten der Regelung in den folgenden Jahren weiterhin spärlich, die staatliche Förderung des Bildungswesens stieg nur unwesentlich und Fortschritte im Schulwesen beruhten weiterhin in der Regel auf privater Initiative von kirchlichen Amtsträgern wie Hecker, Adligen, Kaufleuten oder auch Gutsherren wie dem Brandenburger Friedrich Eberhard von Rochow, der Musterschulen einrichtete. Erst in den folgenden Jahrzehnten erfuhr die Entwicklung des Schulwesens einen deutlich staatlich geprägten Fortschritt, der auch kritisch gesehen wird, da beispielsweise die Durchsetzung der Schulpflicht das Erziehungsmonopol des Staates festschrieb und aus dem Interesse an gesunden Rekruten entstand.
Auszug aus dem Generallandschulreglement:
Zuvörderst wollen Wir, dass alle Unsere Untertanen, es mögen sein Eltern, Vormünder oder Herrschaften, denen die Erziehung der Jugend obliegt, ihre eigenen sowohl als ihrer Pflege anvertrauten Kinder, Knaben oder Mädchen, wo nicht eher, doch höchstens vom fünften Jahre ihres Alters in die Schule schicken, auch damit ordentlich bis ins dreizehnte und vierzehnte Jahr kontinuieren und sie so lange zur Schule halten sollen, bis sie nicht nur das Nötigste vom Christentum gefasst haben und fertig lesen und schreiben, sondern auch von demjenigen Rede und Antwort geben können, was ihnen nach den von Unsern Konsistorien verordneten und approbierten Lehrbüchern beigebracht werden soll.
Siehe auch: Pädagogik, Deutsches Bildungssystem, Liste bedeutender Pädagogen